# 구룡 제네릭 로맨스
《구룡 제네릭 로맨스》(일본어: 九龍ジェネリックロマンス 구론 제네릿쿠 로만스[*])는 마유즈키 준이 지은 일본의 만화다. 《주간 영 점프》(슈에이샤)에서 2019년 49호부터 연재 중이다.

## 줄거리
우주공간에 또 하나의 지구 제네릭 지구(테라)가 건설되는 시대. 구룡은 어수선하고 어딘가 그리운 거리였다. 구룡의 부동산회사 왕래지산공사에서 일하는 쿠지라이 레이코는 동료 쿠도 하지메를 은근히 생각하고 있었다. 그러나 그녀는 엉뚱하게도 자신과 똑같은 모습, 이름을 가진 여자가 과거에 자신과 똑같이 살았다는 것, 자신에게 과거의 기억이 없다는 것을 깨닫는다. 느긋하게 시간이 흐르는 구룡에서 서서히 수수께끼가 밝혀진다.

## 등장인물
쿠지라이 레이코(鯨井 令子)
성우 - 시라이시 하루카
32세의 여성. 구룡성 보루의 부동산 회사 지사 '왕래지산공사'에 근무하고 있다.
쿠도 하지메(工藤 発)
성우 - 스기타 토모카즈
34세의 남성. 왕래지산공사에 근무하고 있다.
요우메이(楊明)
성우 - 코가 아오이
레이코의 친구. 재봉틀을 사용해 인형이나 드레스등을 만드는 봉제업으로 생계를 유지하고 있다.
샤오헤이(小黒)
성우 - 스즈시로 사유미, 사이토 소마(청년)
구룡의 남등가에 사는 자그마한 여성. 여기저기서 아르바이트를 하고 있어 레이코나 쿠도와 자주 조우하여 친하게 지내고 있다.
헤비누마 미유키(蛇沼 みゆき)
성우 - 오키아유 료타로
헤비누마 그룹의 대표.
타오구엔(タオ・グエン)
성우 - 반 타이토
다방의 보이.
유우롱(ユウロン)
성우 - 카와니시 켄고
미유키의 친구. 미유키가 집착하는 해체되었을 제2구룡에 대해 조사하고 있다.

## 서지 정보
- 마유즈키 준 《구룡 제네릭 로맨스》슈에이샤〈영 점프 코믹스〉,  기간 11권(2025년 4월 17일 현재)
  1. 2020년 2월 19일 발매[3][4], ISBN 978-4-08-891488-6
  2. 2020년 7월 17일 발매[5][6], ISBN 978-4-08-891650-7
  3. 2020년 11월 19일 발매[7], ISBN 978-4-08-891728-3
  4. 2021년 2월 19일 발매[8], ISBN 978-4-08-891829-7
  5. 2021년 6월 18일 발매[9], ISBN 978-4-08-892012-2
  6. 2021년 11월 19일 발매[10], ISBN 978-4-08-892131-0
  7. 2022년 5월 18일 발매[11], ISBN 978-4-08-892271-3
  8. 2022년 12월 19일 발매[12], ISBN 978-4-08-892433-5
  9. 2023년 10월 19일 발매[13], ISBN 978-4-08-892863-0
  10. 2024년 10월 18일 발매[14], ISBN 978-4-08-893267-5
  11. 2025년 4월 17일 발매[15], ISBN 978-4-08-893715-1

## TV 애니메이션
2025년 4월부터 6월까지 TV 도쿄 계열 등에서 방송되었다.

### 스태프
- 원작 - 마유즈키 준
- 감독 - 이와사키 요시아키
- 시리즈 구성·각본 - 타나카 진
- 캐릭터 디자인 - 시바타 유카
- 프롭 디자인 - 이와나가 요시노리
- 미술 감독 - 카네코 유지
- 미술 디자인 - 히라사와 아키히로
- 색채 설계 - 마츠야마 아이코
- 촬영 감독 - 이마이즈미 히데키
- 편집 - 요시타케 마사토
- 음향 감독 - 아케타가와 진
- 음악 - 사타카 료헤이
- 음악 제작 - 란티스
- 프로듀서 - 아리사와 료야, 히지카타 마코토, 스에요시 타카미츠
- 애니메이션 프로듀서 - 카르키 라지브
- 애니메이션 제작 - 아르보 애니메이션
- 제작 - 구룡 제네릭 로맨스 제작위원회

### 주제가
Summer Time Ghost(サマータイムゴースト)
수요일의 캄파넬라에 의한 오프닝 테마. 작사·작곡·편곡은 켄모치 히데후미.
사랑의 레트로님(恋のレトロニム)
mekakushe에 의한 엔딩 테마. 작사·작곡은 mekakushe, 편곡은 사타카 료헤이.
나만의 폴라리스(わたしだけのポラリス)
mekakushe에 의한 제7화의 엔딩곡. 작사·작곡은 mekakushe, 편곡은 사타카 료헤이.
You Wanna Mellow(ユワナメロウ)
mekakushe에 의한 제10화, 제11화의 엔딩곡. 작사·작곡은 mekakushe, 편곡은 사타카 료헤이.

### 에피소드 목록
| 화수   | 그림 콘티         | 연출                              | 작화 감독 | 총작화 감독                     | 방송일         |
| ------ | ----------------- | --------------------------------- | --- | ------------------------------- | -------------- |
| 제1화  | 이와사키 요시아키 | 카와구치 타이시                   | 사카구치 시오리 타카하시 히로후미 | 타케모토 요시코 나카타니 유키코 | 2025년 4월 5일 |
| 제2화  | 이와사키 요시아키 | 카와구치 타이시                   | 사카구치 시오리 타카하시 히로후미 황유선 | 타케모토 요시코 나카타니 유키코 | 4월 12일       |
| 제3화  | 미야자키 나기사   | 키타가와 마사토                   | 사카구치 시오리 타카하시 히로후미 여정민 황유선 | 타케모토 요시코 나카타니 유키코 | 4월 19일       |
| 제4화  | 미야자키 나기사   | 키타가와 마사토                   | 세키후지 히로오 노지 키요시 | 타케모토 요시코 나카타니 유키코 | 4월 26일       |
| 제5화  | 미야자키 나기사   | 이노우에 제트                     | 시바타 유카 키노시타 유이 | 시바타 유카                     | 5월 3일        |
| 제6화  | 미야자키 나기사   | 카와구치 타이시                   | 사카구치 시오리 세키후지 히로오 타카하시 히로후미 | 타케모토 요시코 나카타니 유키코 | 5월 10일       |
| 제7화  | 미야자키 나기사   | 쿠로세 다이스케                   | 노지 키요시 마츠모토 카츠지 尘葬 王佳欣 阿伟 | 타케모토 요시코 나카타니 유키코 | 5월 18일       |
| 제8화  | 니헤이 유이치     | 요시다 슌지                       | 노구치 토모야 우스이 리에 마츠이 루이 안도 칸사쿠 니시무라 유키                                                                                           | 타케모토 요시코 나카타니 유키코 | 5월 24일       |
| 제9화  | 미야자키 나기사   | 키타가와 마사토                   | 이나가키 마리코 모리 에츠히토 王佳欣 | 타케모토 요시코 나카타니 유키코 | 5월 31일       |
| 제10화 | 니헤이 유이치     | 요시무라 아사히                   | 하시모토 호다카 사이토 다이스케 안도 칸사쿠 야마미치 토이 마츠이 루이 사이토 마리 오오하라 히로시 타카하시 카오리 杭州神在動画 LIKAI STUDIO 니시무라 유키 | 타케모토 요시코 나카타니 유키코 | 6월 7일        |
| 제11화 | 미야자키 나기사   | 카와구치 타이시                   | 사카구치 시오리 타카하시 히로후미 니시무라 유키 | 타케모토 요시코 나카타니 유키코 | 6월 14일       |
| 제12화 | 미야자키 나기사   | 쿠로세 다이스케                   | 타카하시 히로후미 사카구치 시오리 니시무라 유키 秋眠 刘佳 槐夏 王佳欣 徐济强 刘海林 汤伟鑫                                                                | 타케모토 요시코 나카타니 유키코 | 6월 21일       |
| 제13화 | 미야자키 나기사   | 이와사키 요시아키 키타가와 마사토 | 세키후지 히로오 이나가키 마리코 오자와 카즈노리 사카구치 시오리 타카하시 히로후미 니시무라 유키 Jiaxin Wang                                               | 타케모토 요시코 나카타니 유키코 | 6월 28일       |

## 실사 영화
2025년 8월 29일에 공개 예정.